# La posizione della missionaria. Teoria e pratica di Madre Teresa
La posizione della missionaria. Teoria e pratica di Madre Teresa è un libro di Christopher Hitchens sulla vita e le opere di Madre Teresa.
In merito all'allusione sessuale insita nel titolo, Hitchens ha dichiarato: "Poteva essere quello oppure La Vacca Sacra, e ho pensato che La Vacca Sacra fosse di cattivo gusto.". È stato tratto da un documentario dal titolo Hell's Angel (L'angelo dell'inferno), mandato in onda su Channel 4 il giorno 8 novembre 1994.

## Sommario
Il libro descrive Madre Teresa non come una benefattrice ma come un'opportunista dal punto di vista politico, che adottò le apparenze di una santa per raccogliere fondi per la diffusione di una ideologia religiosa intollerante, grazie al costante appoggio di molti partiti di destra come i teocon statunitensi, il dittatore haitiano Jean-Claude Duvalier e il pregiudicato banchiere statunitense Charles Keating.
Hitchens si sofferma ampiamente su quella che definisce manipolazione mediatica messa in atto a favore di Madre Teresa, che le avrebbe consentito di diventare la donna più celebre e più influente del mondo: questa sua fama planetaria le avrebbe permesso di propagandare meglio le sue idee religiose fortemente integraliste contrarie all'aborto, al divorzio, ai rapporti pre-matrimoniali e all'uso dei preservativi contro le malattie sessualmente trasmissibili, mentre invece si dichiarò sempre convinta del potere salvifico della sofferenza umana come espiazione dei peccati; su queste basi Hitchens argomenta che Madre Teresa fu strumentale alla Chiesa cattolica per il perseguimento dei suoi obiettivi politici e teologici.
Hitchens critica Madre Teresa affermando che avrebbe usato i contributi in denaro ricevuti per aprire conventi in 150 paesi piuttosto che per la fondazione degli ospedali, per i quali le donazioni erano state effettuate. Egli sostiene anche che non fosse amica dei poveri, e anzi si opponesse a misure strutturali per porre fine alla povertà, in particolare quella che avrebbe elevato la condizione sociale e culturale delle donne. A questo proposito cita una conferenza stampa del 1981, quando a Madre Teresa fu chiesto se insegnasse ai poveri ad accettare il proprio destino e costei rispose:
(Op. cit., pag. 11)

## Ricezione critica

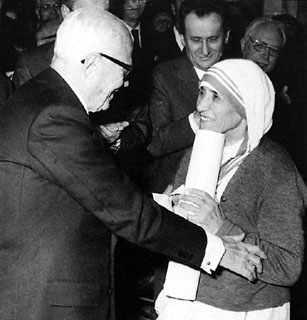
Il Presidente della repubblica Sandro Pertini con Madre Teresa di Calcutta (1978-1985)

Sul London Review of Books l'accademico indiano Amit Chaudhuri ha lodato il libro, affermando: "Le indagini di Hitchens sono state un tentativo solitario e coraggioso. Il libro è molto ben scritto, con assennatezza ed empatia che tempera la sua ironia." Tuttavia ha anche commentato che il ritratto "corre il rischio di assumere l'unidimensionalità della Madre Teresa proposta dai suoi ammiratori" e che l'autore ha concluso il libro senza fornire un'idea del carattere e delle motivazioni di Madre Teresa.
Il San Francisco Bay Guardian riporta: "Chiunque con sentimenti ambivalenti sull'influenza del dogma cattolico (soprattutto per quanto riguarda il sesso e la procreazione), sulla manifattura artificiosa delle immagini da parte dei mass media, o di quello che si può, si deve o non si deve fare per i meno fortunati, dovrebbe leggere questo libro." Nel 1996, il New York Times ha pubblicato una recensione favorevole dello scrittore Bruno Maddox dove afferma: "Mr Hitchens, un columnist di Vanity Fair e di The Nation, è alquanto convincente" e "Hitchens sostiene il suo caso con stile impeccabile". La stampa italiana: "Il celebre saggista statunitense ci propone un'insolita analisi della figura di Madre Teresa di Calcutta, rafforzata dalle testimonianze affidabili e ben documentate di alcune ex infermiere della missionaria di origine albanese, nonché di un autorevole medico: Hitchens sottopone all'attenzione del lettore gli aspetti più contraddittori dell'attività della religiosa e mette in discussione, in maniera coraggiosa e politicamente scorretta, l'etica della sofferenza che ne è alla base."
Il Sunday Times scrive: "Uno sporco lavoro, ma qualcuno lo doveva pur fare. Alla fine di questo pezzo di polemica, scritto elegantemente e brillantemente argomentato, si capisce che le cose non vanno troppo bene per Madre Teresa." Sempre nel 1996, una recensione critica del libro è stata scritta da William Donohue, presidente della Lega Cattolica, che commenta: "Se questo [libro] sembra una sciocchezza, beh, lo è."
Rispondendo a una recensione positiva del libro sul New York Review of Books del giornalista Murray Kempton, il gesuita James Martin offre una difesa di Madre Teresa contro le critiche che le sono state rivolte. Constatando le difficoltà che s'incontrano nell'offrire aiuto agli indigenti nel mondo in via di sviluppo, ha concluso scrivendo: "In merito ai 'più poveri tra i poveri', coloro che oggi muoiono abbandonati, sembrerebbe ci siano due scelte. Una è quella di tentennare la testa, scocciati che tale gruppo di persone debba persino esistere. L'altra è quella di agire: fornire conforto e sollievo a queste persone mentre affrontano la morte. Mr Kempton sceglie la prima. Madre Teresa, con tutti i suoi difetti, sceglie la seconda." In un'altra lettera della stessa edizione, il critico letterario e sinologo Simon Leys ha criticato il ritratto di Madre Teresa fornito da Hitchens, affermando: "Maltrattare una suora anziana sotto un titolo osceno non mi sembra essere una cosa particolarmente coraggiosa o elegante. Inoltre, pare che gli attacchi rivolti a Madre Teresa si riducano tutti a un unico reato: ella s'impegna a essere una cristiana, nel senso più letterale della parola, che è (ed è sempre stato e sempre sarà) un impegno altamente improprio e inaccettabile in questo mondo." Hitchens ebbe a rispondere alla lettera di Leys in un'edizione successiva:
(Christopher Hitchens, New York Review of Books 19/12/1996)
Leys a sua volta rispose difendendo la sua posizione iniziale, aggiungendo che il libro di Hitchens conteneva "diversi strafalcioni sugli aspetti basilari del cristianesimo", accusando l'autore di "una completa ignoranza circa la dottrina della Chiesa cattolica su questioni di matrimonio e divorzio" e "una forte antipatia e veemente avversione per Madre Teresa."
Gezim Alphion, biografo di Madre Teresa, ha commentato negativamente l'opera di Hitchens rilevando che le sue ricerche "non sempre poggiano su una ricerca imparziale. L'unica informazione  che usa per screditare Madre Teresa proviene da “In the Mother’s House”, il manoscritto non pubblicato di Susan Shields, una ex appartenente delle Missionarie della Carità che abbandonò l’ordine nel maggio 1989, quasi un decennio dopo avervi aderito. Per Hitchens, Madre Teresa rappresenta la personificazione del male, e chi non si allinea con la sua posizione è considerato o “stupido” o “malvagio” come lei».

## Edizioni
- Christopher Hitchens, La posizione della missionaria, Minimum Fax, 1997. ISBN 88-86568-36-3
- Christopher Hitchens, La posizione della missionaria, Minimum Fax, 2003. ISBN 88-7521-009-8